# Pierre Constant Joseph Florin
Pierre Constantin Florin, né le 27 avril 1732 à Roubaix, où il décède le 1er janvier 1799, est un négociant et manufacturier en textile, le premier maire de Roubaix en 1790 et 1791.

## Biographie
La famille Florin de Roubaix, d'ancienne bourgeoisie flamande, porte « d’azur, à la croix recercelée d’or, au sautoir de gueules sur le tout ».
Riche négociant, Pierre-Constantin Florin est échevin de Roubaix de 1765 à 1769, puis député suppléant du Tiers-Etat aux États généraux de 1789, où il ne siègera pas. Il est élu premier maire de Roubaix, qu'il administre du 22 janvier 1790 au 14 novembre 1791,.
Pierre-Constantin Florin fut marié deux fois. D'abord à Geneviève Duquesne (1738-1758), le 23 novembre 1756, union demeurée sans postérité, puis à Marie Augustine Caroline Bacon de Sains, le 2 juillet 1759, dont est issue une descendance très nombreuse, à l'origine d'une puissante dynastie industrielle.